# سفارة فنلندا في مصر
سفارة فنلندا لدى مصر هي الممثلية الدبلوماسية العليا لدولة فنلندا لدى جمهورية مصر العربية.

## السفارة
3 أبو الفدا، الزمالك، محافظة القاهرة ·

## اقرأ أيضا
- قائمة البعثات الديبلوماسية في مصر